# Canti di Maldoror
I canti di Maldoror (Les Chants de Maldoror) sono un poema in prosa epico, composto di sei canti, pubblicato nel 1869 da Lautréamont, pseudonimo di Isidore Ducasse.

## Contenuto
Il primo dei Canti di Maldoror è stato pubblicato dall'autore nel 1868, e l'opera completa è stata stampata in Belgio un anno più tardi.
I Canti di Maldoror hanno conosciuto un successo tardivo e postumo. Nel 1874, le copie dell'edizione originale dei Canti furono acquistate dall'editore J.-B. Rozez, residente in Belgio. Nel 1885, Max Waller, direttore della Jeune Belgique, ne pubblicò un estratto e lo fece conoscere.
Isidore Ducasse pubblicò in seguito solamente altre due opere, Poésies I e Poésies II, il cui stile è abbastanza differente da quello dei Canti di Maldoror.
I Canti di Maldoror è un poema in prosa in cui si esprime un unico personaggio, Maldoror. Egli rappresenta l'uomo tormentato dell'Ottocento, che in un'atmosfera cupa e truce si ribella contro il suo Creatore, Dio stesso; lo uccide e lo fa a pezzi. Tuttavia la serenità nel mondo di Maldoror non ricompare.

## Commento

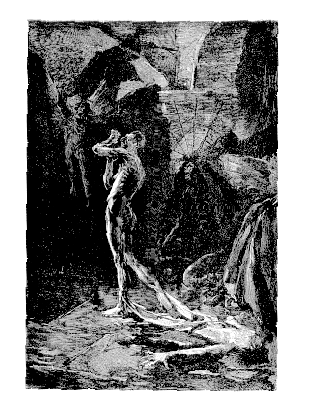
Un'illustrazione del poema

Maldoror incarna la rivolta adolescenziale e la vittoria dell'immaginario sul reale. È difficile non essere presi dalle vertigini leggendo i Canti, in questo mondo in perpetuo movimento. Non è possibile dissociare il significato e la forma,  la storia e lo stile e certe pagine fanno pensare alle tele più allucinanti di Hieronymus Bosch. Ma la rivolta è derisoria e Lautréamont usa anche tutti i processi di presa di distanza per negare se stesso. Una vena buffonesca, che contrasta con il « sole nero » del satanismo apparente, attraversa l'opera: parodia del naturalismo o del romanticismo più scapigliato, luoghi comuni, apostrofi che si prendono gioco del lettore, ironia sarcastica. Tutte le forme d'ironia sono riunite e notano il disprezzo dell'autore per ciò che racconta.
Capace dei più bei poemi, ne deride e costringe il lettore a riderne con lui. È l'adolescente che prende una rivincita sulla miseria umana del secolo, diventando l'eroe di un racconto dove si cancellano le barriere che imprigionano l'uomo. Nel gioco, tutto è permesso: ardente fervore, gioiosa ferocia e metamorfosi.
Il nome stesso dell'eroe, Maldoror, è soggetto ad interpretazione, Si può per esempio leggerci le parole « mal d'aurora » (leggendola alla francese), « mal », « horror », « dolor » (dolore in spagnolo, lingua parlata da Isidore Ducasse, nato a Montevideo in Uruguay). Questi nomi fanno riferimento alla profonda malvagità del personaggio ed il suo amore apparente del « male ».

## Influenze
I Canti di Maldoror ha esercitato un'influenza fondamentale sul surrealismo. Riscoperto da Philippe Soupault prima (nel 1917) e da Louis Aragon e André Breton poi, l'opera di Lautréamont è sempre stata rivendicata come libro precursore del movimento. Il poema ha ispirato il musicista Sylvano Bussotti che, nel 2000, ha composto Poésies à Maldoror, per otto violoncelli.
Il celebre passaggio:
(Lautréamont, Canti di Maldoror, canto VI)
è l'esempio tipico della «bellezza compulsiva» sbandierata da Breton.
Kadour Naimi ha adattato I Canti di Maldoror al teatro (1984) poi come opera filmica (1997).